# Aspalathus monosperma
Aspalathus monosperma là một loài thực vật có hoa trong họ Đậu. Loài này được (DC.) R.Dahlgren miêu tả khoa học đầu tiên.